# Juguang
Juguang (en chino: 莒光; pinyin: Jǔguāng; Wade–Giles: Chü-kuang) también escrito como Chukuang, es un archipiélago del Condado de Lienchiang, República de China (Taiwán). El municipio Juguang incluye dos grandes islas del grupo Matsu: Isla Dongju (東莒 "Ju del Este") e Isla Xiju  (西莒 "Ju del Oeste") además de algunos islotes menores. 
Administrativamente las islas son parte del Condado de Lienchiang.
Ambas islas tienen villas que son divisiones de primer nivel:
- Isla Xiju (2,36 km²)
  - Villa Qingfan (青帆村 Qīngfán)
  - Villa Xiqiu (西坵村 Xīqīu)
  - Villa Tianwo (田沃村 Tiánwò)
- Isla Dongju  (2,63 km²)
  - Villa Daping (大坪村 Dàpíng)
  - Villa Fuzheng (福正村 Fúzhèng)